# 세네갈의 코로나19 범유행
다음은 세네갈의 코로나19 범유행 현황에 대한 설명이다.

## 배경
세계보건기구(WHO)는 12일 2019년 12월 31일 처음 WHO의 주목을 받았던 중화인민공화국 후베이성 우한시의 한 집단에서 신종 코로나바이러스가 호흡기 질환의 원인임을 확인했다. 이 군단은 처음에 우한화난수산물도매시장과 연결되어 있었다. 그러나 실험실 확정 결과가 나온 그 첫 사례들 중 일부는 시장과 연관성이 없었고, 전염병의 근원은 알려져 있지 않다.
2003년 사스와 달리 COVID-19의 경우 치명률은 훨씬 낮았지만, 총 사망자 수가 상당할 정도로 감염 경로는 훨씬 더 컸다. COVID-19는 전형적으로 약 7일 정도의 독감과 유사한 증상을 보이며, 그 후 일부 사람들은 병원에 입원해야 하는 바이러스성 폐렴의 증상으로 발전한다. 3월 19일부터 COVID-19는 더 이상 "높은 결과 감염병"으로 분류되지 않았다.

## 연혁
2020년 3월 2일, 프랑스 출신의 54세의 남자가 다카르에 있는 파스퇴르 연구소에서 양성반응을 보인 세네갈의 알마디스 아론디세이트에 사는 첫 번째 COVID-19 확진 환자였다. 그는 2020년 2월 29일에 에어 세네갈을 여행했었다. 세네갈은 나이지리아에 이어 두 번째로 사하라 이남 아프리카 국가가 되었다.
COVID-19의 두 번째 확인된 사례는 프랑스에서 다카르로 온 프랑스계 외국인이었다. 그들은 "편안한" 상태에 있다고 한다.
2020년 3월 4일까지는 건수가 4건으로 늘어났고, 두 건 모두 외국 국적이었다. 첫 번째 사건은 세네갈의 첫 번째 사건의 부인이었는데, 그는 2월 19일에 그 나라에 도착했다. 다른 사건은 2월 24일 세네갈로 온 런던에서 온 영국인이었다.
농구 아프리카리그는 다카르에서 열렸을 창단 시즌 시작을 2020년 3월 6일로 연기했다. 이것은 종교적 사건들과 여행, 특히 투바에서 일어나는 모라이드 축제인 그랜드 마갈과 관련된 것에 대한 두려움이 고조되면서 일어났다.
3월 10일, 세네갈 보건장관 압둘라예 디우프 사르는 현지 언론과의 인터뷰에서 정부가 그렇게 하라고 충고하면 종교 행사를 취소할 것이라고 말했다. 이날 이탈리아에서 귀국한 세네갈 국적자가 양성 판정을 받아 국내 5번째 사례가 됐다.
2020년 3월 12일 세네갈에서 이탈리아에서 귀국한 세네갈 국적의 확인된 사건의 가족인 5건이 추가로 발표되었다. 많은 사람들이 성직자들로부터 코로나바이러스에 면역이 있다고 확신했음에도 불구하고 희생자 중 한 명은 성스러운 도시인 투바에 있었다.
3월 15일 현재 세네갈에서 확인된 건수는 24건이다. 세네갈은 코로나바이러스에 대응해 여행 제한, 유람선 금지, 3주간 휴교 조치를 내렸다. 이슬람교와 기독교 순례자 등 한 달 동안 공개모임도 금지했다.
3월 23일, 세네갈은 비상사태를 선포했다.

## 같이 보기
- 아프리카의 코로나19 범유행
- 나라별 코로나19 범유행
- 아프리카의 HIV/AIDS
- 서아프리카 에볼라 유행
- 스페인 독감
- 아시아 독감